# Clearwater Beach
Clearwater Beach est une plage américaine située dans le comté de Pinellas, en Floride. Elle est située sur une île du golfe du Mexique qui porte le même nom.